# Ralph Neville (évêque)
Pour les articles homonymes, voir Ralph Neville.
Ralph Neville est un prélat et homme politique anglais mort en février 1244.
Rejeton illégitime de la maison noble Neville, il apparaît dans les sources historiques en 1207, en tant que clerc au service du roi Jean d'Angleterre. À partir de 1213, il fut nommé lord-garde du Sceau Privé, bien qu'il ne soit nommé lord-chancelier qu'en 1226. Il se distingue par son impartialité et mène à bien plusieurs réformes de la chancellerie.
Pour récompense de ses services, il est élu évêque de Chichester en 1222. Par la suite, il est également élu archevêque de Cantorbéry en 1231, puis évêque de Winchester en 1238, mais ces deux élections sont rapidement annulées par le pape.
Neville perd la garde du Sceau en 1238 après une dispute avec le roi Henri III, fils et successeur du roi Jean. Il reste néanmoins lord-chancelier jusqu'à sa mort en février 1244 dans son palais à la Cité. 
L'évêque Neville est inhumé en la cathédrale de Chichester.